# بردی گیت (ویرجینیای غربی)
بردی گیت (به انگلیسی: Brady Gate) یک منطقهٔ مسکونی در ایالات متحده آمریکا است که در شهرستان رندولف، ویرجینیای غربی واقع شده‌است. بردی گیت ۸۷۹٫۰۵ متر بالاتر از سطح دریا واقع شده‌است.